# Chinde (Mozambik)
Chinde – miasto na Mozambiku, w prowincji Zambézia.